# Ji-Paraná FC
Der Ji-Paraná Futebol Clube, in der Regel nur kurz Ji-Paraná genannt, ist ein Fußballverein aus Ji-Paraná im brasilianischen Bundesstaat Rondônia.
Der Verein spielt in der Staatsmeisterschaft von Rondônia.

## Erfolge
- Staatsmeisterschaft von Rondônia: 1991, 1992, 1995, 1996, 1997, 1998, 1999, 2001, 2012
- Taça Rondônia Eucatur de Futebol: 2001

## Stadion
Der Verein trägt seine Heimspiele im Estádio Municipal José de Abreu Bianco in Ji-Paraná aus. Das Stadion hat ein Fassungsvermögen von 5000 Personen.

## Trainerchronik
| Trainer | Nation    | von  | bis   |
| ------- | --------- | ---- | ----- |
| Bebeto  | Brasilien | 2020 | heute |